# Mestolobes sicaria
Mestolobes sicaria là một loài bướm đêm thuộc họ Crambidae. Nó là loài đặc hữu của Molokai.